# Чайка (фильм, 2005)
«Ча́йка» — российский фильм Маргариты Тереховой. Экранизация одноимённой пьесы Антона Павловича Чехова.
Презентация фильма в Самаре состоялась 5 марта 2006 года с участием народной артистки России Маргариты Тереховой и Любови Павличенко в рамках I Международного патриотического фестиваля «Борис Коценко представляет».

## Сюжет
Конец XIX века. Приезд известного писателя Тригорина в тихое имение на берегу озера трагически меняет судьбы его обитателей.

## В ролях
- Маргарита Терехова — Ирина Николаевна Аркадина
- Александр Терехов — Константин Гаврилович Треплев
- Анна Терехова — Нина Михайловна Заречная
- Юрий Соломин — Пётр Николаевич Сорин
- Андрей Подошьян — Илья Афанасьевич Шамраев
- Маргарита Сердцева — Полина Андреевна
- Любовь Павличенко — Маша Шамраева
- Андрей Соколов — Борис Алексеевич Тригорин
- Андрей Сергеев — Евгений Сергеевич Дорн, врач
- Алексей Солоницын — Семён Семёнович Медведенко, учитель
- Арсен Петросян — Яков
- Александр Тягны-Рядно — повар
- Анна Дикуль — танцовщица на проволоке

## Съёмочная группа
- Автор сценария: Маргарита Терехова
- Режиссёр-постановщик: Маргарита Терехова
- Оператор-постановщик: Григорий Яблочников
- Художник-постановщик: Валерий Архипов
- Композитор: Владимир Осинский
- Звукорежиссёр Евгений Чайко
- Продюсер: Михаил Косырев-Нестеров
- Производство «Киностудия „М“-Фильм» при участии Министерства культуры РФ, 2005 год.

## На съёмках фильма

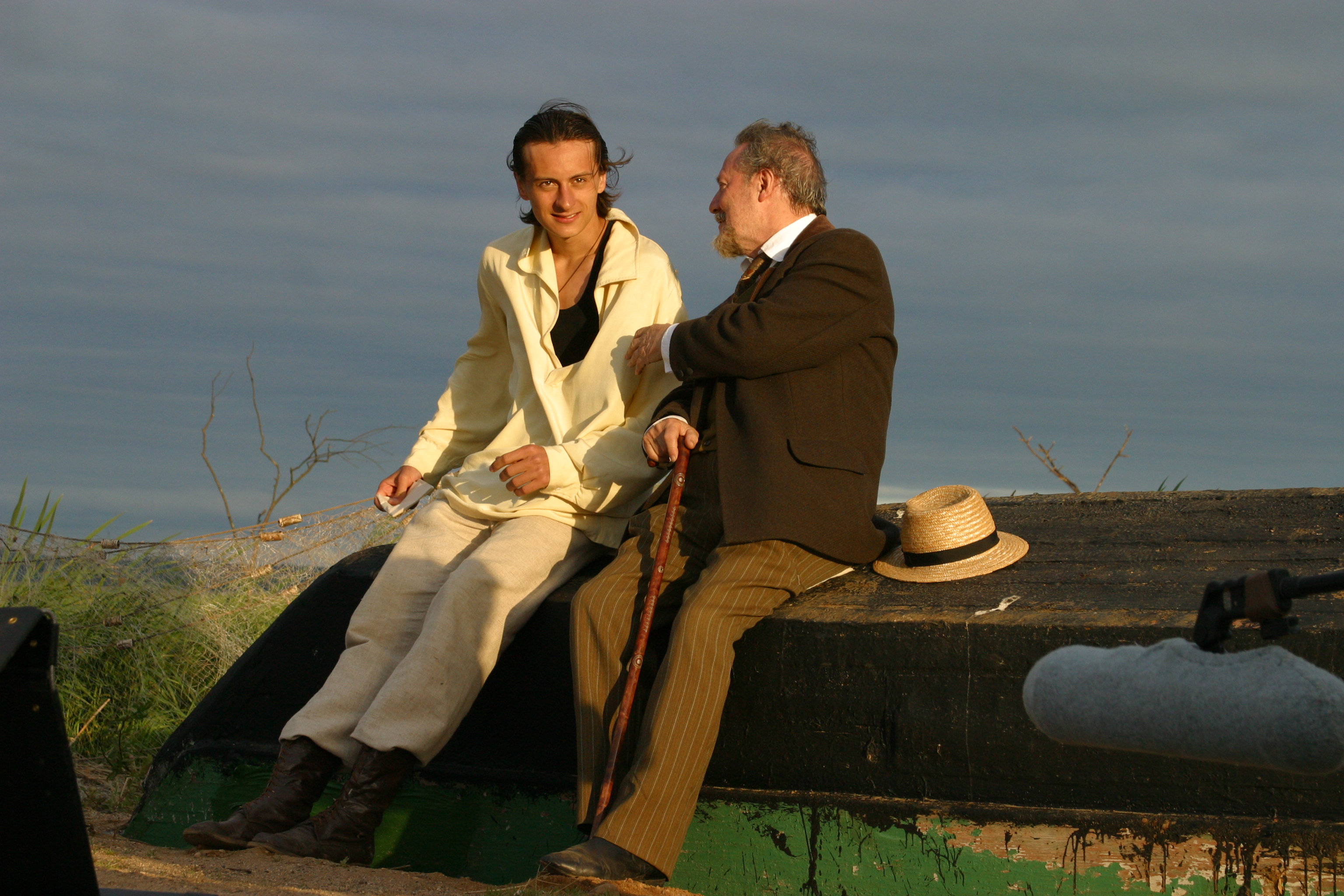
Александр Терехов и Юрий Соломин
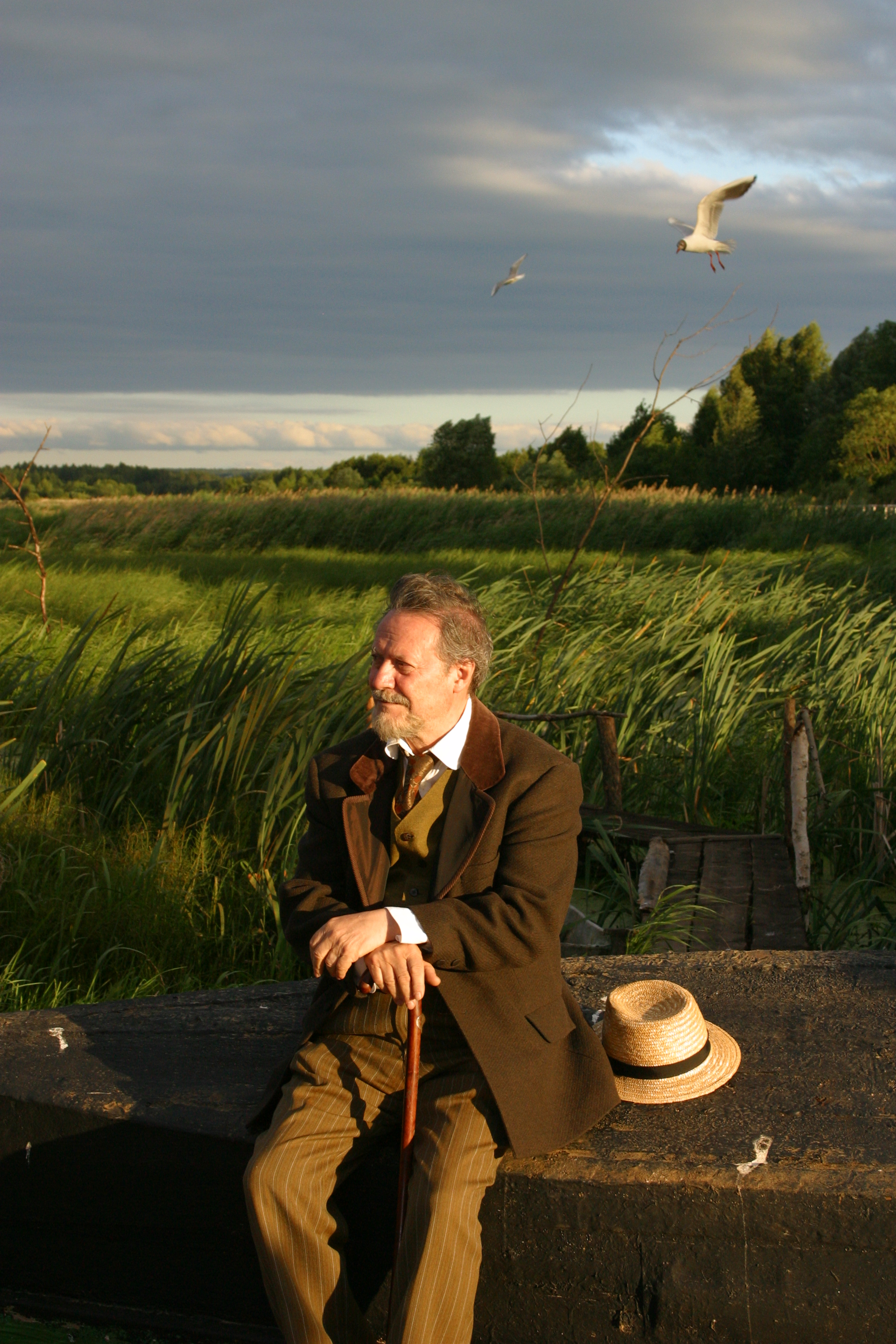
Юрий Соломин